# P/2013 T2 (Schwartz)
P/2013 T2 (Schwartz) — одна з короткоперіодичних комет сім'ї Юпітера. Ця комета була відкрита 15 жовтня 2013 року; вона мала 18.8m на час відкриття.